# Bacteroides thetaiotaomicron
Espèce

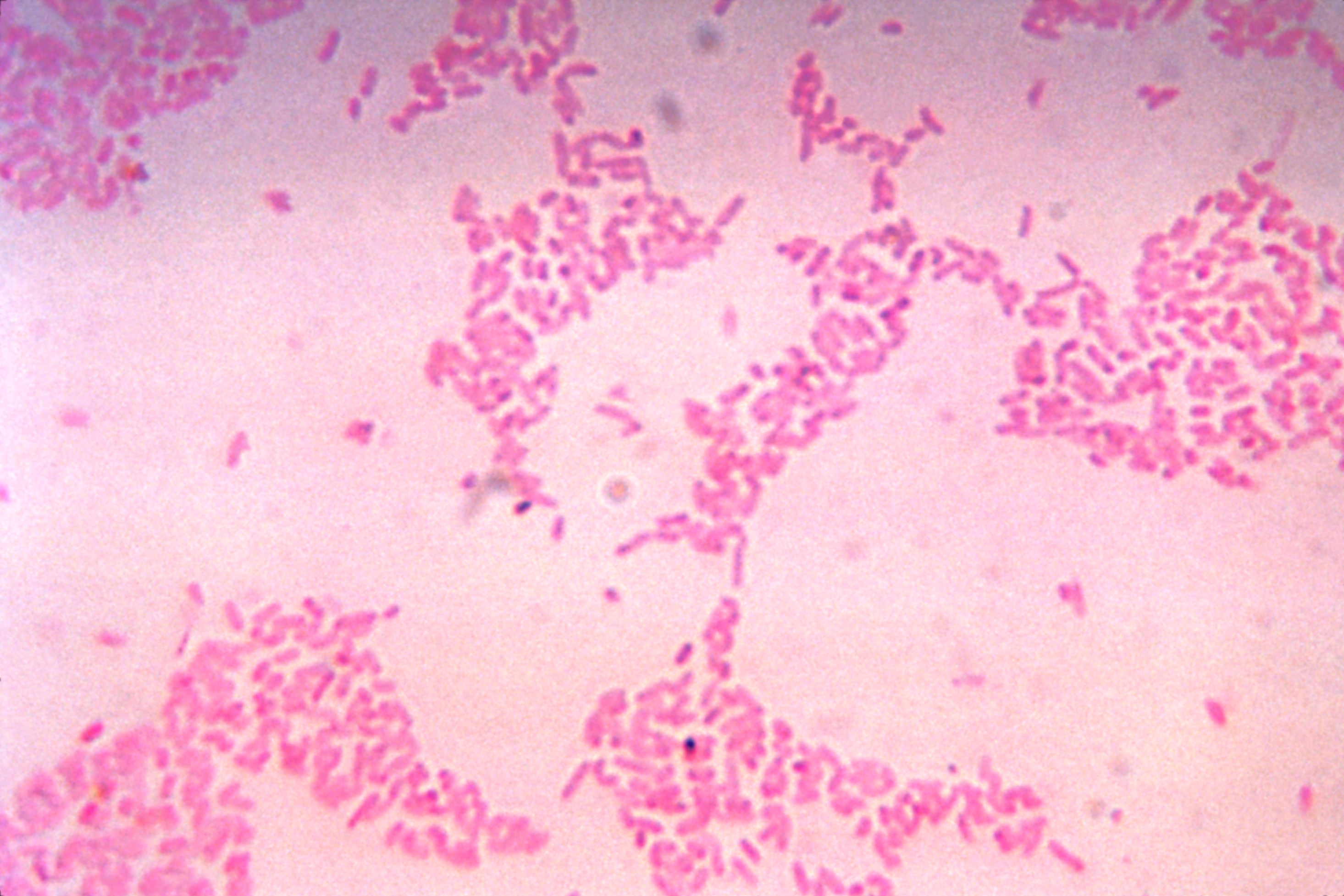

Bacteroides thetaiotaomicron (anciennement Bacillus thetaiotaomicron) est une espèce de bactéries du genre Bacteroides. Il s'agit d'un anaérobe obligatoire gram-négatif. C'est l'une des bactéries les plus courantes du microbiote intestinal humain et c'est aussi un pathogène opportuniste. Son génome contient de nombreux gènes spécialisés dans la digestion des polysaccharides. Elle est souvent utilisée dans la recherche comme organisme modèle pour les études fonctionnelles du microbiote humain.

## Histoire et taxonomie
Bacteroides thetaiotaomicron a été décrit pour la première fois en 1912 par Arcangelo Distaso (d) sous le nom de Bacillus thetaiotaomicron et a été classé sous le genre Bacteroides en 1919 par Aldo Castellani (d) et Albert John Chalmers (d). Il a été isolé à l'origine à partir de matières fécales d'adultes humains. La dénomination spécifique dérive des lettres grecques thêta, iota et omicron ; la « List of Prokaryotic names with Standing in Nomenclature » l'indique comme « relatif à la morphologie des formes vacuolées ». Ce nom est utilisé comme exemple de nom d'espèce « arbitraire » dans le Code international de nomenclature des procaryotes,.

## Génome
Le génome de B. thetaiotaomicron a été séquencé en 2003. Il a une longueur de 6,26Mpb (Méga paire de bases), mais comporte un nombre relativement faible de gènes distincts, en raison de nombreux gènes codant des protéines de taille inhabituelle par rapport aux autres procaryotes. Cette caractéristique génomique est partagée avec un autre membre du genre ayant un mode de vie similaire, Bacteroides fragilis. Le génome est notable parce qu'il contient un très grand nombre de gènes associés à la décomposition des polysaccharides, notamment des glycoside hydrolases et des protéines de liaison de l'amidon,
Le génome contient également un grand nombre de gènes codant des protéines impliquées dans la détection et la réponse à l'environnement extracellulaire, comme les facteurs sigma et les systèmes à deux composants,, Le génome de B. thetaiotaomicron code également un grand nombre de petits ARN non codants, bien que peu aient été caractérisés à ce jour.

## Métabolisme
B. thetaiotaomicron est capable de métaboliser une gamme très diverse de polysaccharides. Son complément d'enzymes pour l'hydrolyse des liaisons osidique est parmi les plus importants connus chez les procaryotes, et on pense qu'il est capable d'hydrolyser la plupart des liaisons glycosidiques dans les polysaccharides biologiques. En tant que composant de la flore intestinale humaine, il peut utiliser les glucides alimentaires et ceux provenant de  l'hôte, selon la disponibilité des nutriments.
Bien qu'il soit considéré comme un anaérobie obligatoire, B. thetaiotaomicron est aérotolérant et peut survivre, mais pas se développer, lorsqu'il est exposé à l'oxygène. Il est capable d'exprimer un certain nombre de protéines qui piègent les espèces réactives de l'oxygène telles que le peroxyde d'hydrogène lorsqu'il est exposé à l'air.

## Rôle dans le microbiome humain
B. thetaiotaomicron est l'un des composants les plus courants de la flore intestinale humaine. Dans une étude à long terme des espèces de Bacteroides dans les échantillons cliniques, B. thetaiotaomicron était la deuxième espèce la plus fréquemment isolée, derrière Bacteroides fragilis. B. thetaiotaomicron est considéré comme commensal ou symbiotique,. Cependant, il s'agit également d'un pathogène opportuniste qui peut infecter les tissus exposés à la flore intestinale. Ses capacités de métabolisation des polysaccharides en font une source de nourriture pour d'autres composants du microbiome. Par exemple, bien que B. thetaiotaomicron exprime des enzymes neuraminidase, elle ne peut pas cataboliser l'acide sialique ; en conséquence, sa présence augmente l'acide sialique libre disponible pour les autres organismes de l'intestin. Ces interactions peuvent contribuer à la croissance de bactéries pathogènes telles que Clostridium difficile, qui utilise l'acide sialique comme source de carbone. Des interactions similaires peuvent amener B. thetaiotaomicron à accentuer une infection pathogène à E. coli.

## Liste des non-classés
- non-classé Bacteroides thetaiotaomicron VIII-271G
- non-classé Bacteroides thetaiotaomicron VPI-5482
- non-classé Bacteroides thetaiotaomicron WH3
- non-classé Bacteroides thetaiotaomicron dnLKV9